# 達拉姆山
85°33′S 151°12′W / 85.550°S 151.200°W
達拉姆山（英語：Mount Durham），是南極洲的山峰，位於古爾德海岸，處於斯科特冰川終點東面的塔普利山脈西北端，屬於毛德王后山脈的一部分，海拔高度860米，現時由南極條約體系管理。